# Parisisk skomager
Parisisk skomager (russisk: Парижский сапожник) er en sovjetisk film fra 1928 af Fridrich Ermler.

## Medvirkende
- Veronika Buzjinskaja som Katja Karnakova
- Valeri Solovtsov som Andrej Gorjunov
- Jakov Gudkin som Motka Tundel
- Semjon Antonov som Grisja Sokolov
- Fjodor Nikitin som Kirik Rudenko